# Sterrhopterix hirsutella
Sterrhopterix hirsutella är en fjärilsart som beskrevs av Jacob Hübner 1793. Sterrhopterix hirsutella ingår i släktet Sterrhopterix och familjen säckspinnare. Inga underarter finns listade i Catalogue of Life.

## Bildgalleri

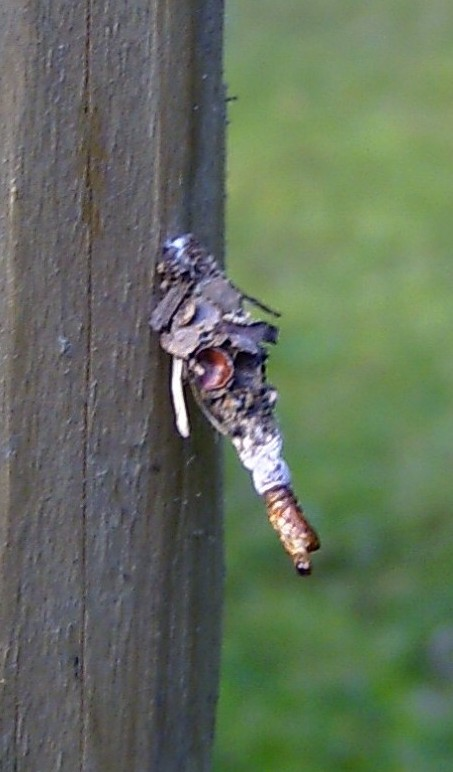
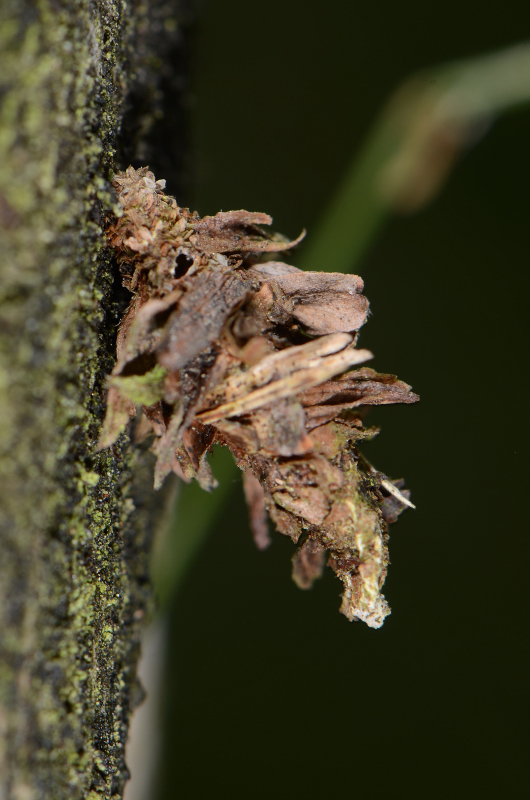